# Hoogeinde (Sint-Gillis-Waas)
Hoogeinde is een gehucht in de gemeente Sint-Gillis-Waas in de Belgische provincie Oost-Vlaanderen.
Het gehucht ligt anderhalve kilometer ten zuidoosten van het dorpscentrum van Sint-Gillis-Waas, waarmee het door lintbebouwing is verbonden.

## Geschiedenis
Reeds in de 15de eeuw werd hier een windmolen vermeld. Nadat deze was vernield, werd in de 17de eeuw een nieuw windmolen gebouwd.
De Ferrariskaart uit de jaren 1770 toont hier een omvangrijk gehucht Hoogheynde en duidt ook de houten windmolen aan.
De Atlas der Buurtwegen uit 1841 toont het gehucht Hoogeinde, met aansluitend ten zuidoosten een gehucht Dagsterre. De Vandermaelenkaart uit het midden van de 19de eeuw toont het gehucht Hoogeynde, met aansluitend Dag Sterre.
In Hoogeinde werd een wijkschool opgetrokken, met een nieuw schoolgebouw in 1917.
De windmolen werd in 1929 gesloopt voor de herinrichting van de weg. In de plaats kwam er een mechanische maalderij.. 

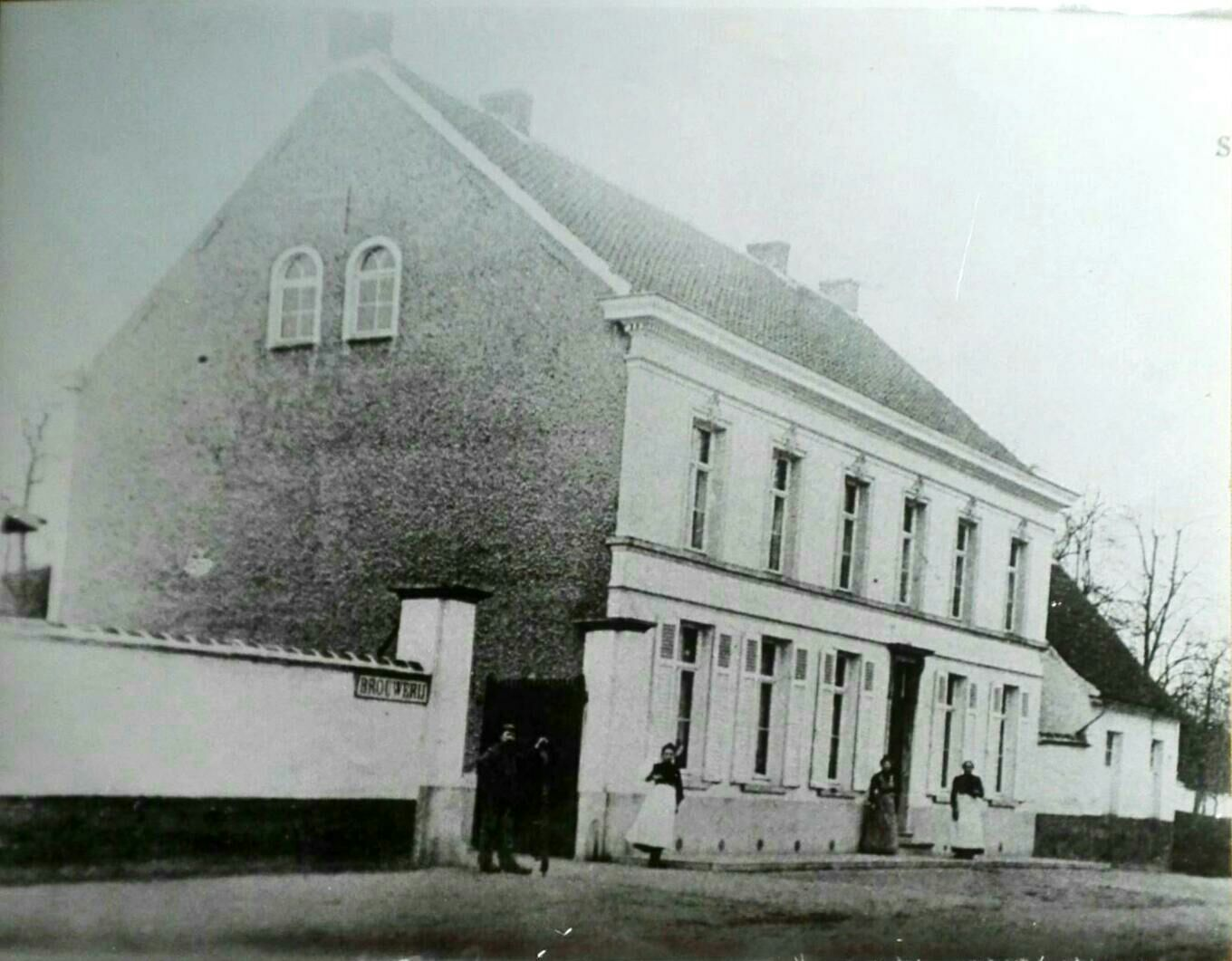
Burgerhuis uit de 19de eeuw

## Sport
In het gehucht speelt voetbalclub FC Hoogeinde Sint-Gillis-Waas.
Deelgemeenten: De Klinge · Meerdonk · Sint-Gillis-Waas · Sint-Pauwels

Overige plaatsen: Groot Laar · 't Hol · Hoogeinde · 't Kalf · Okkevoorde · Peisels en Verre

Belgische gemeenten · Arrondissement Sint-Niklaas · Oost-Vlaanderen · Vlaanderen